# Aarhus Håndbold
Maillots
Actualités
Dernière mise à jour : 21 novembre 2018.
L'Aarhus Håndbold est un club danois de handball basé à Aarhus en Jutland-Central. Le club évolue en Championnat du Danemark.
Le club est le fruit de différentes fusions survenues en 2001. 
En 2005, le club intègre le collectif d'élite sportive d'Århus Elite A/S auquel appartient également l'AGF Århus (football) et les Bakken Bears (Basket-ball). Le club s'en sépare en 2010 pour devenir l'Aarhus Håndbold.

## Histoire
Le club actuel est créé en 2001 à l'issue des fusions de plusieurs clubs de la ville : l'ancienne section handball de l'AGF Århus, l'Aarhus KFUM, le VRI et le Brabrand IF. Il a notamment conservé le palmarès du Aarhus KFUM qui a remporté neuf titres de championnat et trois coupes du Danemark entre 1955 et 1983.
Depuis cette fusion, le club a participé à plusieurs compétitions européennes, atteignant les huitièmes de finale de la Ligue des champions lors de la saison 2005/2006 où ils sont éliminés par les Hongrois du Veszprém KSE. Le club s'était qualifié à la suite d'une deuxième place en Championnat, soit le meilleur classement depuis sa création.
Par la suite, après une 3e place en 2008, le club ne parviendra plus à atteindre la phase finale, se classant au mieux 3e de son groupe de play-offs.

### Parcours
| Saison    | Div. | Rang    | Europe                                                 |
| --------- | ---- | ------- | ------------------------------------------------------ |
| 2001-2002 | 1    | 11e     | --                                                     |
| 2002-2003 | 1    | 3e      | --                                                     |
| 2003-2004 | 1    | 7e      | Coupe de l'EHF : 1/8e de finale                        |
| 2004-2005 | 1    | 2e      | --                                                     |
| 2005-2006 | 1    | 6e      | Ligue des champions : 1/8e de finale                   |
| 2006-2007 | 1    | 5e      | --                                                     |
| 2007-2008 | 1    | 3e      | Coupe de l'EHF : 3e tour                               |
| 2008-2009 | 1    | 9e      | Coupe de l'EHF : 1/8 de finale                         |
| 2009-2010 | 1    | 10e     | --                                                     |
| 2010-2011 | 1    | 7e      | --                                                     |
| 2011-2012 | 1    | 6e      | Coupe d'Europe des vainqueurs de coupe : 1/8 de finale |
| 2012-2013 | 1    | 5e      | --                                                     |
| 2013-2014 | 1    | 8e      | Coupe de l'EHF : 3e tour                               |
| 2014-2015 | 1    | 7e      | --                                                     |
| 2015-2016 | 1    | 8e      | --                                                     |
| 2016-2017 | 1    | 9e      | --                                                     |
| 2017-2018 | 1    | 8e      | --                                                     |
| 2018-2019 | 1    | 8e      | --                                                     |
| 2019-2020 | 1    | ?e      | --                                                     |
| 2020-2021 | 1    | à venir | --                                                     |

## Palmarès
Le club a conservé le palmarès de l'Aarhus KFUM et de l'Aarhus GF.
| Compétitions nationales et internationales |
| - Championnat du Danemark (9) - Champion : 1955, 1957, 1959, 1961, 1963, 1965, 1974, 1980, 1983 - Coupe du Danemark (4) - Vainqueur : 1966, 1967, 1981 et 2013 - Supercoupe du Danemark (1) - Vainqueur : 2014 - Ligue des Champions (C1) : 1/8 de finale en 2006 - Coupe de l'EHF (C2) : 1/8 de finale en 2004 et 2009 |

## Effectif actuel
| N° | Poste | Nom               | Date de naissance   | Taille | Arrivée | Club précédent            | Sélection |
| -- | ----- | ----------------- | ------------------- | ------ | ------- | ------------------------- | --------- |
| 1  | GB    | René Villadsen    | 18/04/1986 (33 ans) | 2,01 m | 2019    | SC DHfK Leipzig           | -         |
| 12 | GB    | Jens Fredsgaard   | 14/08/1989 (30 ans) | 1,92 m | 2015    | HC Midtjylland            | -         |
| 20 | GB    | Christoffer Bonde | 05/01/1999 (21 ans) | 1,90 m | 2018    | Randers HH                | -         |
| 23 | ALG   | Mads Lenbroch     | 05/03/2000 (20 ans) | 1,83 m | 2019    | Formé au club             | -         |
| 31 | ALG   | Fredrik Schilling | 03/09/1989 (30 ans) | 1,80 m | 2014    | Bjerringbro-Silkeborg     | -         |
| 67 | ALG   | Tobias Møller     | 04/02/1990 (30 ans) | 1,83 m | 2017    | GOG Håndbold              | -         |
| 7  | ALD   | Nikolai Vinther   | 14/03/1998 (22 ans) | 1,89 m | 2019    | Vejlby-Risskov Idrætsklub | -         |
| 15 | ALD   | Mads Lønborg      | 08/03/1996 (24 ans) | 1,91 m | 2016    | Odder Håndbold            | -         |
| 14 | DC    | Mathias Larson    | 09/03/2001 (19 ans) | 1,88 m | 2019    | Formé au club             | -         |
| 32 | DC    | Nikolaj Læsø      | 15/11/1996 (23 ans) | 1,92 m | 2017    | Odder Håndbold            | -         |
| 4  | ARG   | Anton Laursen     | 02/03/1998 (22 ans) | 2,14 m | 2018    | Formé au club             | -         |
| 8  | ARG   | Torben Petersen   | 15/03/1993 (27 ans) | 1,97 m | 2014    | Odder Håndbold            | -         |
| 25 | ARG   | Emil Jessen       | 21/01/2000 (20 ans) | 1,93 m | 2019    | Bjerringbro-Silkeborg     | -         |
| 6  | ARD   | Jon Katballe      | 05/09/2001 (18 ans) | 1,89 m | 2019    | Formé au club             | -         |
| 93 | ARD   | Anders Martinusen | 18/05/1993 (26 ans) | 1,87 m | 2015    | Odder Håndbold            | -         |
| 2  | PVT   | Peter Lund        | 15/05/1993 (26 ans) | 1,98 m | 2013    | Fredericia HK             | -         |
| 3  | PVT   | Besard Hakaj      | 01/03/1990 (30 ans) | 1,94 m | 2015    | SønderjyskE Håndbold      | -         |
| 21 | PVT   | Lukas Jørgensen   | 31/02/1999 (21 ans) | 1,93 m | 2019    | GOG Håndbold              | -         |

## Personnalités liées au club
- Alexander Buchmann : joueur de 11/2003 à 02/2004
- Róbert Gunnarsson : joueur de 2002 à 2005 et 2016 à 2018, élu meilleur handballeur et meilleur pivot de l'année au Danemark en 2005
- Jan Have : élu meilleur handballeur de l'année au Danemark en 1983
- Kasper Irming : élu meilleur arrière droit de l'année au Danemark en 2011
- Emil Nielsen : joueur de 2015 à 2017, élu meilleur gardien de but de l'année au Danemark en 2016
- Fredric Pettersson : joueur de 2011 à 2013
- Vegard Samdahl : élu meilleur demi-centre de l'année au Danemark en 2008
- Kasper Søndergaard : joueur de 2003 à 2007
- Erik Veje Rasmussen : entraîneur de 2003 à 2009	et depuis 2010

## Infrastructure

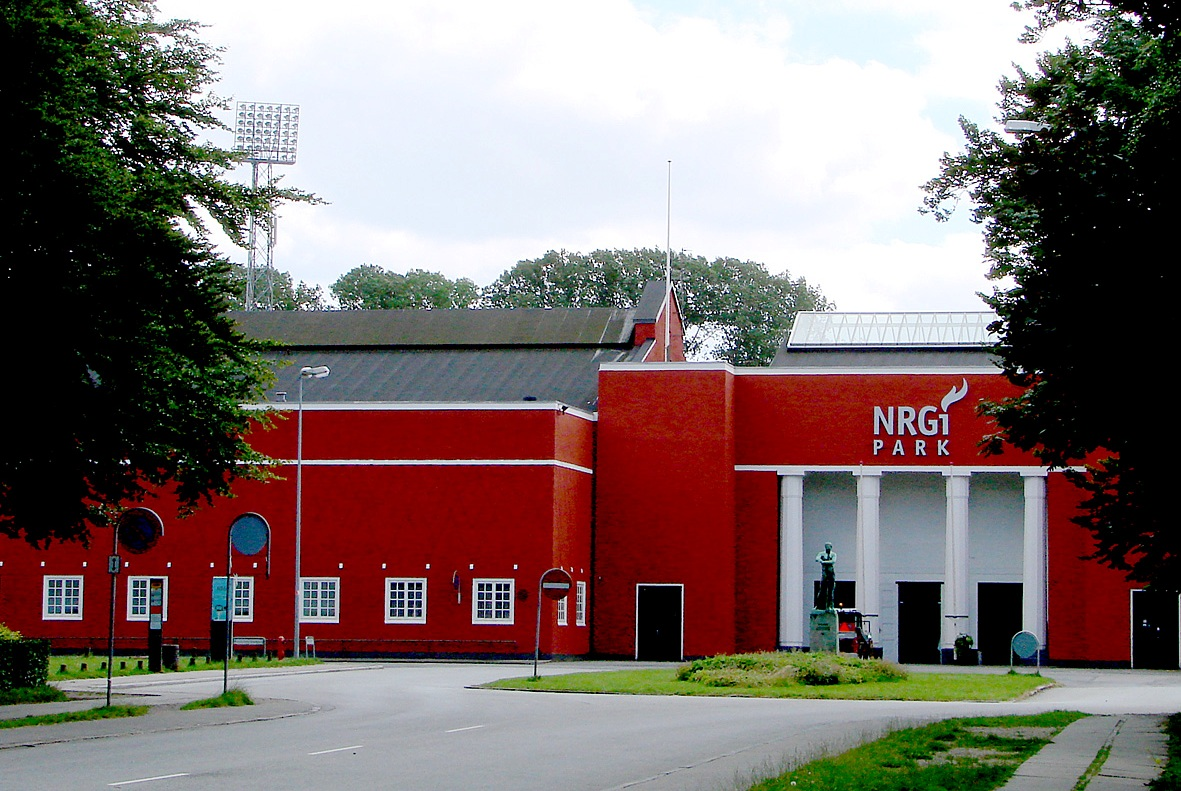
La Ceres Arena.

Le club évolue dans le Ceres Arena qui a une capacité de 5000 places, l'AGF Aarhus Håndbold partage la salle avec l'équipe de handball féminin du SK Århus Handbold, la section basket-ball, les Bakken Bears.
La salle est parfois le domicile de l'équipe équipe féminine du Danemark de handball.